# Grand Prix Kanady 1969
Grand Prix Kanady 1969 (oficiálně IX Player's Grand Prix of Canada) se jela na okruhu Canadian Tire Motorsport Park v Ontariu v Kanadě dne 20. září 1969. Závod byl devátým v pořadí v sezóně 1969 šampionátu Formule 1.

## Závod
| Poř.   | No. | Jezdec               | Konstruktér    | Počet kol | Čas/Odstoupení      | Pořadí na startu | Body |
| ------ | --- | -------------------- | -------------- | --------- | ------------------- | ---------------- | ---- |
| 1      | 11  | Jacky Ickx           | Brabham-Ford   | 90        | 1:59:25.7           | 1                | 9    |
| 2      | 12  | Jack Brabham         | Brabham-Ford   | 90        | + 46.2              | 6                | 6    |
| 3      | 2   | Jochen Rindt         | Lotus-Ford     | 90        | + 52.0              | 3                | 4    |
| 4      | 18  | Jean-Pierre Beltoise | Matra-Ford     | 89        | + 1 kolo            | 2                | 3    |
| 5      | 4   | Bruce McLaren        | McLaren-Ford   | 87        | + 3 kola            | 9                | 2    |
| 6      | 19  | Johnny Servoz-Gavin  | Matra-Ford     | 84        | + 6 kol             | 15               | 1    |
| 7      | 25  | Pete Lovely          | Lotus-Ford     | 81        | + 9 kol             | 16               |      |
| NC     | 16  | Bill Brack           | BRM            | 80        | + 10 kol            | 18               |      |
| Ret    | 1   | Graham Hill          | Lotus-Ford     | 42        | Motor               | 7                |      |
| Ret    | 9   | Jo Siffert           | Lotus-Ford     | 40        | Hřídel              | 8                |      |
| Ret    | 3   | John Miles           | Lotus-Ford     | 40        | Převodovka          | 11               |      |
| Ret    | 6   | Pedro Rodríguez      | Ferrari        | 37        | Tlak oleje          | 13               |      |
| Ret    | 17  | Jackie Stewart       | Matra-Ford     | 32        | Kolize              | 4                |      |
| DSQ    | 69  | Al Pease             | Eagle-Climax   | 22        | Příliš pomalá jízda | 17               |      |
| Ret    | 14  | John Surtees         | BRM            | 15        | Motor               | 14               |      |
| Ret    | 21  | Piers Courage        | Brabham-Ford   | 13        | Únik paliva         | 10               |      |
| Ret    | 26  | John Cordts          | Brabham-Climax | 10        | Únik oleje          | 19               |      |
| Ret    | 5   | Denny Hulme          | McLaren-Ford   | 9         | Distributor         | 5                |      |
| Ret    | 15  | Jackie Oliver        | BRM            | 2         | Motor               | 12               |      |
| Ret    | 20  | Silvio Moser         | Brabham-Ford   | 0         | Nehoda              | 20               |      |
| Zdroj: |     |                      |                |           |                     |                  |      |

## Průběžné pořadí po závodě
Pohár jezdců
|        | Pořadí | Jezdec               | Body |
| ------ | ------ | -------------------- | ---- |
|        | 1      | Jackie Stewart       | 60   |
| 1      | 2      | Jacky Ickx           | 31   |
| 1      | 3      | Bruce McLaren        | 26   |
|        | 4      | Graham Hill          | 19   |
|        | 5      | Jean-Pierre Beltoise | 19   |
| Zdroj: |        |                      |      |

Pohár konstruktérů
|        | Pořadí | Konstruktér  | Body    |
| ------ | ------ | ------------ | ------- |
|        | 1      | Matra-Ford   | 63      |
| 1      | 2      | Brabham-Ford | 39      |
| 1      | 3      | Lotus-Ford   | 38      |
|        | 4      | McLaren-Ford | 29 (31) |
|        | 5      | Ferrari      | 5       |
| Zdroj: |        |              |         |